# Calycomyza punctata
Calycomyza punctata este o specie de muște din genul Calycomyza, familia Agromyzidae, descrisă de Mitsuhiro Sasakawa în anul 1992.
Este endemică în Peru. Conform Catalogue of Life specia Calycomyza punctata nu are subspecii cunoscute.